# Gryposuchus
Genre
Gryposuchus est un genre éteint de crocodiliens de la famille des Gavialidae. Gryposuchus a vécu du Miocène moyen au Pléistocène.

## Liste d'espèces
Selon Paleobiology Database (27 juillet 2019) :
- † Gryposuchus colombianus Langston, 1965
- † Gryposuchus croizati Riff & Aguilera, 2008
- † Gryposuchus jessei Gürich, 1912 − espèce type
- † Gryposuchus neogaeus Rusconi, 1933
- † Gryposuchus pachakamue Salas-Gismondi et al., 2016

## Galerie

Comparaison de plusieurs crocodyliformes (Gryposuchus croizati est en bleu clair).